# Тейлор, Мэтт
Мэтт Те́йлор (Matt Taylor, род. 1972 или 1973) — британский учёный, известный как научный сотрудник в проекте посадки космического аппарата «Филы» на поверхность кометы Чурюмова — Герасименко в рамках миссии «Розетта» (впервые в истории человечества) в ноябре 2014 года. Сотрудник Европейского космического агентства.

## Биография
Родился в Лондоне. Женат и имеет двух детей. Также есть сестра. Окончил Университет Ливерпуля. Обладатель степени PhD. Имеет татуировки на руках и ногах на космическую тематику. Последнюю из них он сделал, когда в январе 2014 года корабль успешно вышел из «спящего» режима и перешел к действиям по программе.

### «Розетта»
Миссия «Розетты» состояла в том, чтобы, совершив несколько гравитационных манёвров, высадить на поверхность кометы 67P/Чурюмова — Герасименко 100-килограммовый спускаемый аппарат «Фила» и произвести необходимые исследования. При этом орбитальный модуль должен был продолжать вращаться вокруг кометы по сложной траектории и ретранслировать на Землю научные данные.

## Скандал, связанный с рубашкой Тейлора
Во время телетрансляции, когда Мэтт Тейлор в прямом эфире комментировал ход миссии, на нём была рубашка, на которой были рисунки полуобнажённых девушек.
Подобный выбор одежды для конференции вызывал критику со стороны ряда комментаторов, увидевших в этом отражение пренебрежительного отношения к женщинам в науке. Другие, в том числе Борис Джонсон и Тим Стэнли из The Telegraph и Джули Биндел из The Guardian посчитали жалобы на рубашку нелепыми и смешными.
Тэйлор позже принёс свои извинения, за то, что неумышленно обидел многих людей.
Некоторые авторы высказали благодарность Тейлору за его извинения.